# Lucas de Deus
Lucas Provenzano João de Deus, noto anche con lo pseudonimo di Lukinha (Porto Alegre, 26 gennaio 1987), è un pallavolista brasiliano, libero del BVC.

## Carriera

### Club
La carriera professionistica di Lucas de Deus inizia nel 2004, con l'On Line, col quale vince due volte il Campionato Gaúcho. Tra il 2007 e il 2010 gioca due stagioni con l'Unisul, vincendo un Campionato Catarinense, e una stagione col Náutico.  Nella stagione 2010-11 viene ingaggiato dal BVC, dove trascorre un biennio, trascorrendo poi altrettanto tempo, a partire dalla stagione 2012-13, con il Minas.
Nella stagione 2014-15 lascia per la prima volta il Brasile per giocare nella 1. Bundesliga austriaca col Tirol di Innsbruck: resta legato al club per tre annate, aggiudicandosi altrettanti scudetti e una Middle European League. Dopo la fusione del suo club con l'Unterhaching, nel campionato 2017-18 difende i colori della formazione tedesca, in 1. Bundesliga.
Dopo essere rientrato in forza al BVC per un'annata, si lega a partire dal campionato 2019-20 al Sada: nel corso del quadriennio trascorso con la formazione di Belo Horizonte si aggiudica due scudetti, tre edizioni della Coppa del Brasile, due della supercoppa nazionale e quattro del Campionato Mineiro; in ambito internazionale, invece, conquista un campionato mondiale per club (venendo inoltre premiato come miglior libero nell'edizione 2022 del torneo) e si aggiudica tre volte il campionato sudamericano per club.
Nel campionato 2023-24 viene ingaggiato nuovamente dal BVC.

### Nazionale
Fa parte della nazionale brasiliana under 19 che conquista la medaglia d'oro al campionato sudamericano 2004 e quella d'argento al campionato mondiale 2005, mentre con l'under 21, dopo la vittoria dell'oro al campionato sudamericano 2006 (dove viene anche premiato come miglior ricevitore), si aggiudica anche l'oro al campionato mondiale 2007, insignito del premio come miglior libero.
Nel 2011 esordisce in nazionale maggiore, vincendo la medaglia d'oro alla Coppa panamericana, ricevendo anche il premio come miglior difesa del torneo.

## Palmarès

### Club
- Campionato austriaco: 3

2014-15, 2015-16, 2016-17
- Campionato brasiliano: 2

2021-22, 2022-23
- Coppa del Brasile: 3

2020, 2021, 2023
- Supercoppa brasiliana: 2

2021, 2022
- Campionato Gaúcho: 2

2004, 2005
- Campionato Catarinense: 2

2007
- Campionato Mineiro: 4

2019, 2020, 2021, 2022
- Campionato mondiale per club: 1

2021
- Campionato sudamericano per club: 3

2020, 2022, 2023
- Middle European League: 1

2014-15

### Nazionale (competizioni minori)
- Campionato sudamericano under 19 2004
- Campionato mondiale under 19 2005
- Campionato sudamericano under 21 2006
- Campionato mondiale under 21 2007
- Coppa panamericana 2011

### Premi individuali
- 2006 - Campionato sudamericano under -19: Miglior ricevitore
- 2007 - Campionato mondiale under 21: Miglior ricevitore
- 2007 - Campionato mondiale under 21: Miglior libero
- 2007 - Coppa del Brasile: Miglior difesa
- 2011 - Coppa panamericana: Miglior difesa
- 2022 - Campionato mondiale per club: Miglior libero